# Sint-Quintinuskerk (Karbach)
De Sint-Quintinuskerk (Duits: Kirche St. Quintin) is een bedevaartskerk bij de Duitse plaats Karbach, Rijnland-Palts.

## Geschiedenis
De Sint-Quintinus behoort tot de oudste kerken in de Hunsrück, maar werd samen met het dorp Quintenach tijdens de Dertigjarige Oorlog verwoest. Na het einde van de oorlog bouwden de bewoners van het naburige en eveneens zwaar getroffen Karbach de kerk weer op. In de loop van de tijd werd het kerkgebouw te klein en te bouwvallig. Er volgde een nieuwbouw door de in Boppard woonachtige bouwmeester Johann Neurohr, die in dezelfde tijd ook de kerken van Herschwiesen en Bickenbach had laten bouwen. In 1752 vond de wijding van de nieuwbouw plaats. 
Oorspronkelijk had de kerk een toren met een gotische spits, maar die moest in 1851 wegens bouwvalligheid worden afgebroken. 
Aan de buitenmuren van de kerk bevindt zich een kruisweg van terracotta. De uit 1900 stammende kruisweg werd voor het laatst in 2001 gerenoveerd.  

## Interieur

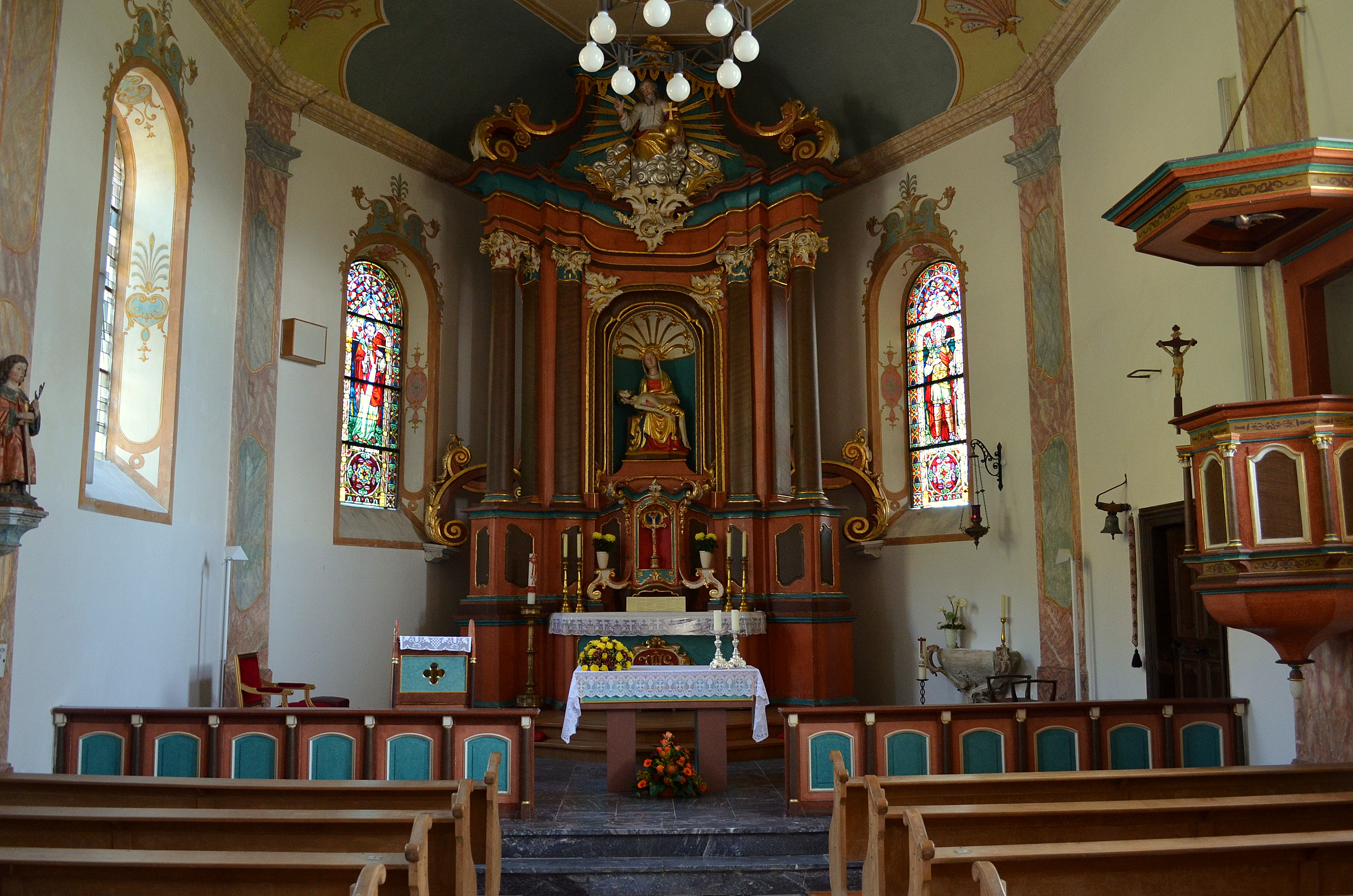
Karbach, Sint-Quintinuskerk, interieur

Het reliëf van het Laatste Avondmaal in het voorportaal dateert uit het einde van de 19e eeuw en werd door pastoor Thomas Schmitz ter gelegenheid van zijn 25-jarig priesterjubileum aan de kerk geschonken. 
Blikvanger in de kerk is het altaar, dat oorspronkelijk uit het Minorietenklooster in Oberwesel stamt. In het altaar bevindt zich een piëta uit het jaar 1275. Het altaar moet na de secularisatie in de jaren 1812-1820 in de kerk zijn opgesteld.
Het linker koorvenster stelt de heilige Jozef voor en werd in 1909 geplaatst. Het rechter venster betreft een gebrandschilderd raam van de patroonheilige van de kerk en werd in 1899 geplaatst. De overige vensters werden pas na de renovatie van de kerk in 1960 ingebouwd en door de kunstenaar Jakob Schwarzkopf uit Trier ontworpen. De vensters tonen de verschijningen van Maria in Europa. 

## Bedevaart
Sint-Quintinus geldt o.a. als de schutspatroon van huisdieren en wordt met name aangeroepen bij ziekten van rundvee en paarden. Het ontstaan van de bedevaart van de parochies Fankel en Bruttig is bijvoorbeeld terug te voeren op een uitbraak van veepest. Onderzoek wees uit dat de bedevaart al in 1812 traditie was. 

## Afbeeldingen

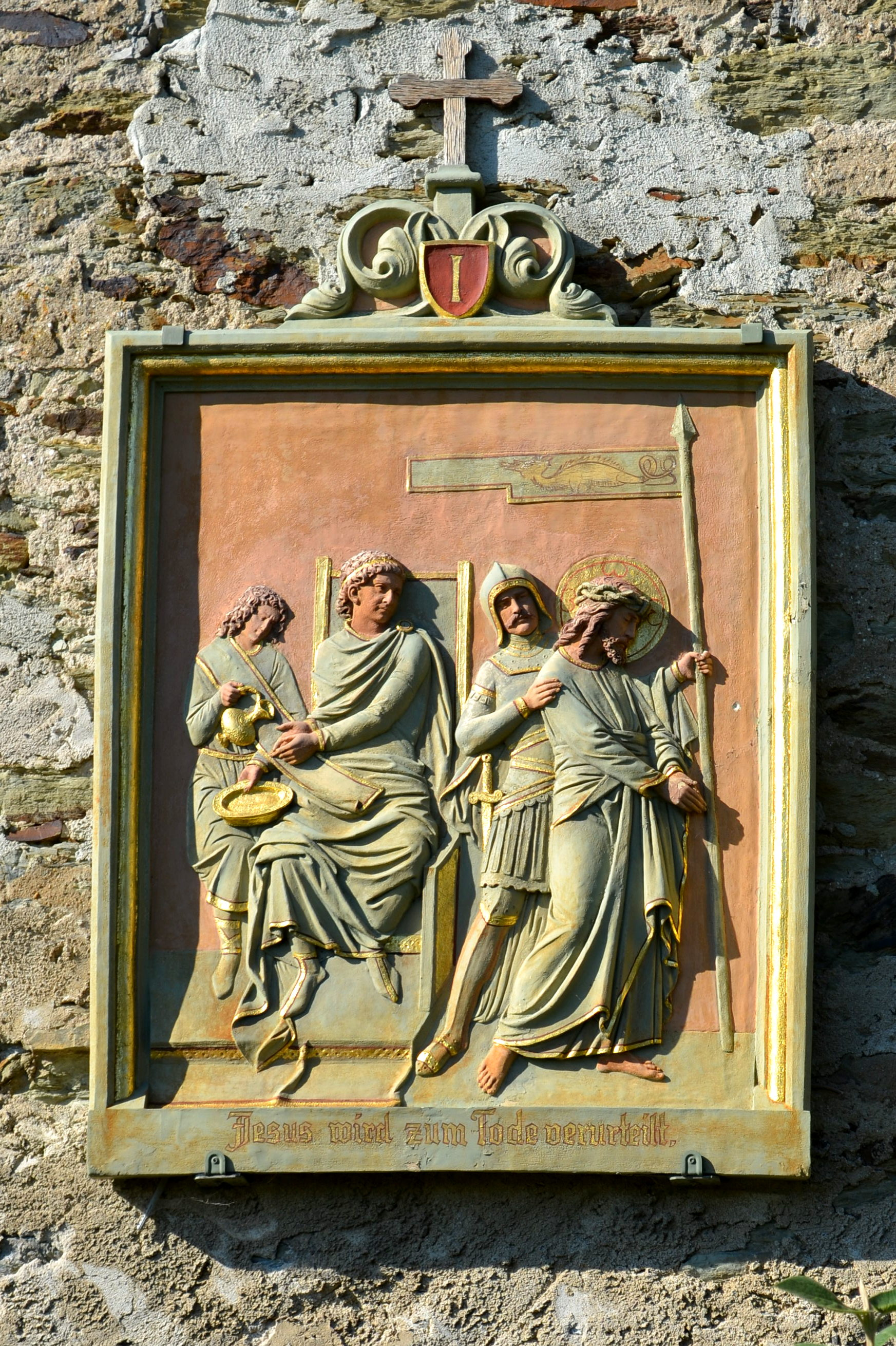
Terracotta kruiswegstatie van Jezus' veroordeling
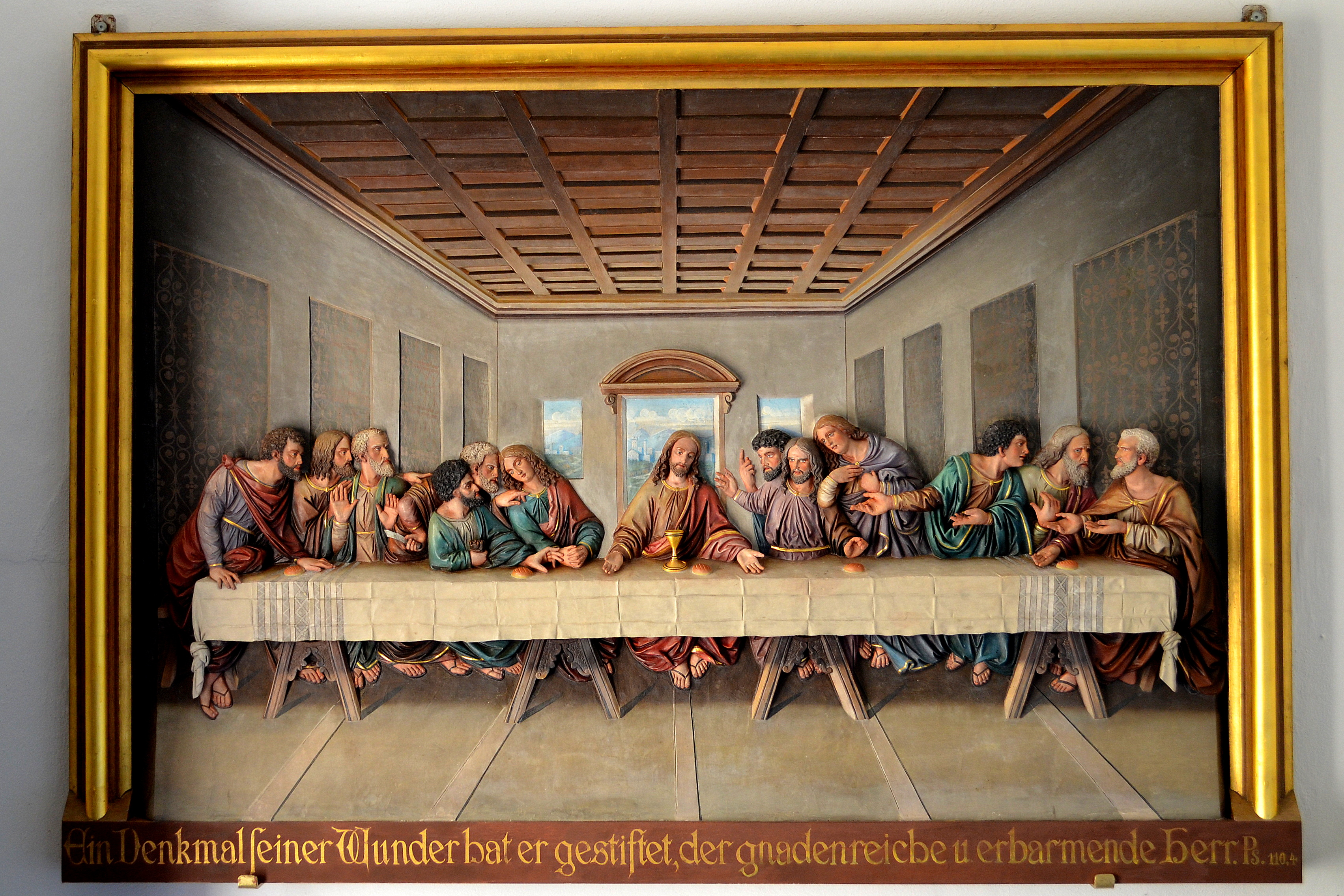
Reliëf Laatste Avondmaal
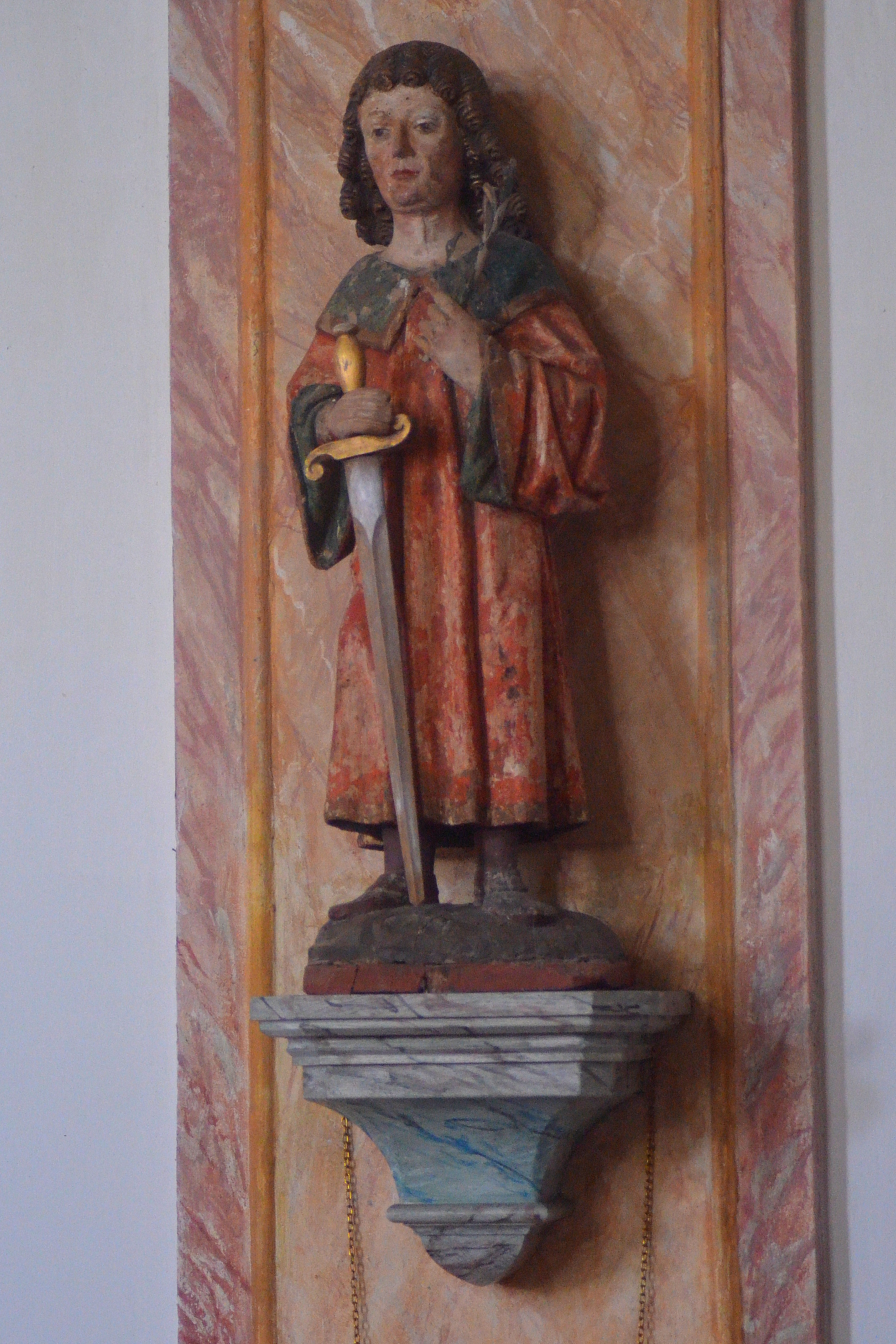
14e-eeuws beeld van Quintinus
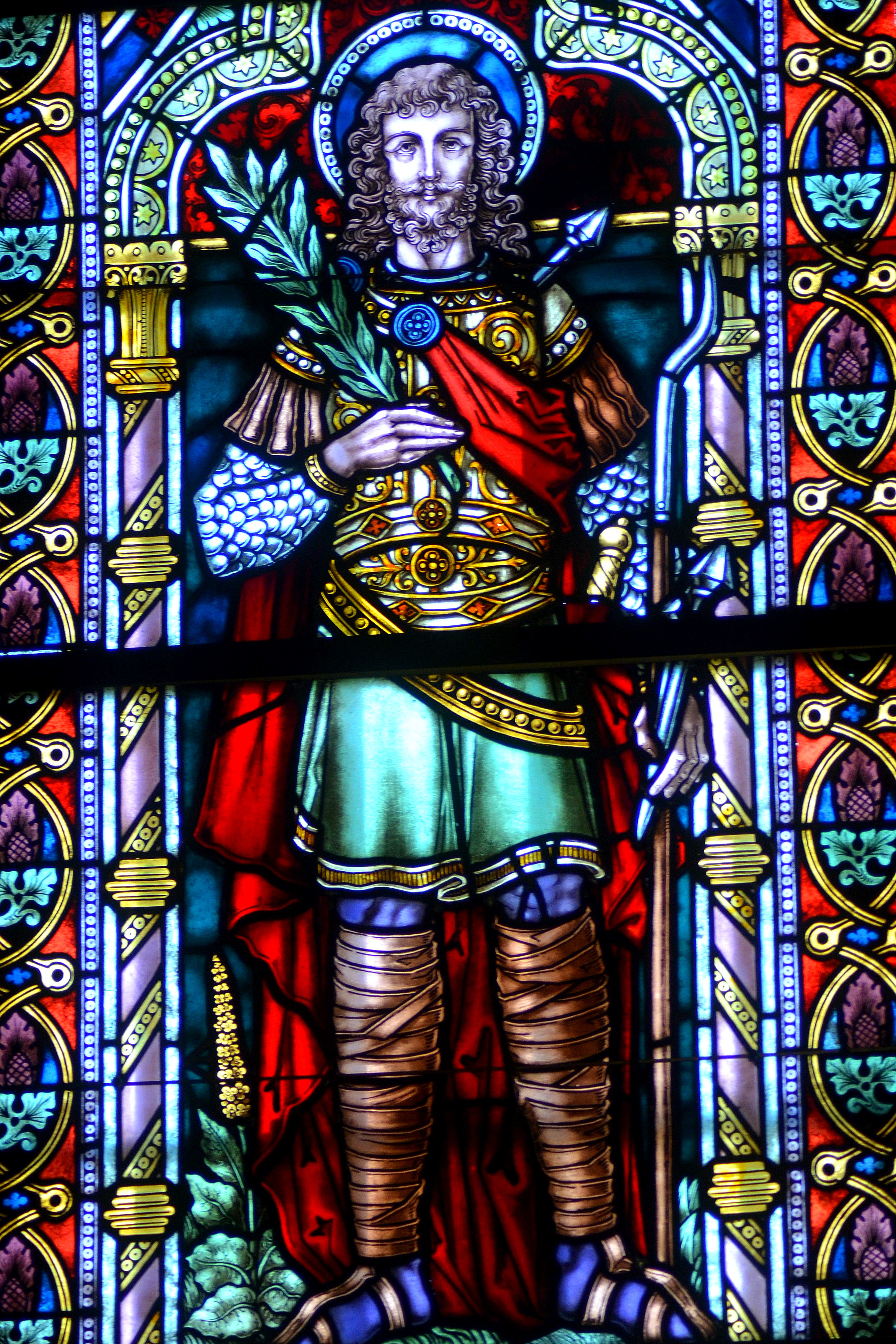
Gebrandschilderd raam van de patroonheilige
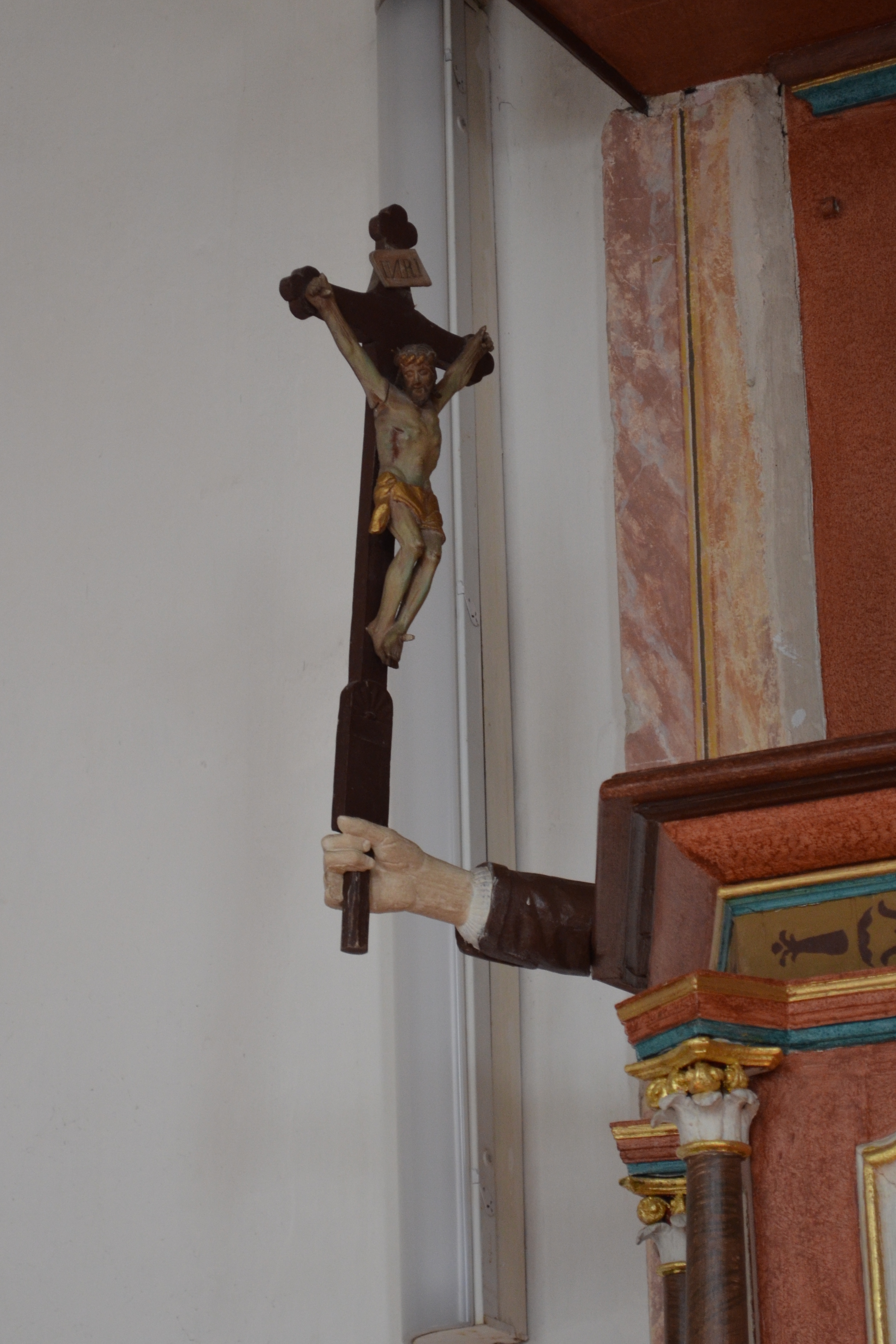
Detail kansel